# Viola bacia tutti
Pour plus de détails, voir Fiche technique et Distribution.
Viola bacia tutti est une comédie d'aventures italienne réalisée par Giovanni Veronesi et sortie en 1998.

## Synopsis
Trois jeunes hommes d'une trentaine d'années, Samuele, Max et Nicola, partent en camping-car pour des vacances d'été sans destination précise. Une journée à Rimini sur l'Adriatique, pour voir le soleil se lever, puis à Viareggio sur la mer Tyrrhénienne pour voir le soleil se coucher. Mais alors qu'ils sont sur le point de quitter Rome, Viola, une jeune fille qui vient de dévaliser un magasin de numismatique et de philatélie, se faufile dans le camping-car pour échapper à la police. Elle grimpe sur le toit et y reste cachée jusqu'au premier arrêt. Lorsque les garçons sortent de la voiture, elle se montre, les menace avec une arme et les prend en otage. Dans un premier temps, face à l'arme pointée sur eux, les trois garçons préfèrent ne pas la contredire. Puis, le long de routes peu fréquentées entre les Marches et la Toscane, Viola se révèle un peu maladroite, pas si violente, et les garçons commencent à bavarder avec elle de manière plus détendue. Viola révèle alors qu'elle est chargée de livrer le butin du cambriolage, des pièces d'une valeur inestimable, à des receleurs qu'elle connaît. Après une certaine perplexité, les trois garçons se laissent convaincre et décident de l'aider et de l'accompagner. Une aventure commence qui les emmène dans des endroits inattendus et leur fait rencontrer des gens qu'ils n'auraient jamais pensé rencontrer. Après avoir rencontré une certaine Sibilla, une receleuse, ils arrivent dans le nord. Il s'agit de la ferme d'un homme étrange, Giotto, dont la secrétaire, Amanda, les charge de se rendre en Suisse pour l'échange final de pièces et d'argent. Là, ils se rendent compte que les cochons, parmi lesquels ils avaient caché le butin pour passer la douane, ont mangé les pièces. Tout est fini, ensemble ils reprennent le voyage entre Rimini et Viareggio puis se séparent. Les trois garçons reprennent la route avec le camping-car mais Viola, à leur insu, est de nouveau sur le toit.

## Fiche technique
- Titre original : Viola bacia tutti[1] (litt. « Viola embrasse tout le monde »)
- Réalisation : Giovanni Veronesi
- Scenario :	Giovanni Veronesi, Rocco Papaleo
- Photographie :	Fabio Cianchetti
- Montage : Cecilia Zanuso (it)
- Musique : Pivio (it) et Aldo De Scalzi, Costanza Francavilla, Cecilia Zanuso (it)
- Décors : Francesco Frigeri (it)
- Production : Vittorio Cecchi Gori et Rita Rusić
- Société de production : Cecchi Gori Group
- Pays de production :  Italie
- Langue originale : Italien
- Format : Couleurs - 35 mm
- Durée : 90 minutes
- Genre : comédie d'aventures, road movie
- Date de sortie :
  - Italie : 23 janvier 1998

## Distribution
- Asia Argento : Viola
- Massimo Ceccherini : Massimo
- Valerio Mastandrea : Samuele
- Rocco Papaleo : Nicola
- Enzo Robutti : Giotto
- Daria Nicolodi : Sibilla
- Franco Califano : le père de Samuele
- Daniela Poggi : Amanda
- Massimo Salvianti : Lupo
- Leonardo Pieraccioni : touriste
- Maurizio Battista (it) : touriste
- Maria Cristina Ferrari : la domestique